# Hirata Yuka
Hirata Yuka (平田裕香 (Bình Điền Dụ Hương)/ ひらたゆか), sinh ngày 15 tháng 9 năm 1983,là một nữ diễn viên, người mẫu Nhật Bản.Cô nổi tiếng với vai diễn Rinshi Mele trong  Juken Sentai Gekiranger 

## Hồ sơ
- Kanji: 平田 裕香
- Rōmaji: Hirata Yuka
- Ngày sinh: 15/9/1983
- Cung：Xử Nữ
- Chiều cao: 158 cm
- Cân nặng: 42 kg
- Số đo ba vòng: 88 - 60 - 85
- Nghề nghiệp: Diễn viên, người mẫu, ca sĩ
- Quê quán: Hokkaidō
- Sở thích: thủ công mĩ nghệ, đọc sách, chụp ảnh,nghe nhạc
- Môn thể thao ưa thích: trượt tuyết, bóng rổ
- Màu sắc ưa thích：đen, trắng, nâu, xanh đen
- Vật nuôi ưa thích：Mèo
- Bộ phim ưa thích: Hương vị của trà, Leon, Kaarie
- Âm nhạc ưa thích: những nhạc phẩm có giai điệu cổ điển (chẳng hạn như những bản ballad và Group Sounds từ những năm 1960 và 1970).

## Các phim đã tham gia

### Phim truyền hình
1999
- Yamada Ikka no Shinbou (Tháng 10,TBS): vai học sinh
- {Angry Man·Kuya Girl (Tập 10, 11 và 12) (1, 8 và 15 tháng 12, loạt phim của NHK): vai Tomoko Yoshida

2000
- Virtuagirl  (Tập 4) (5 tháng 2,Nippon TV): vai Mariko Hayama
- I can hear the birth cry of the earth · 15 year old strawberry thin book (tập đặc biệt thứ 20 thế giới loài người của Kanebo ) (08/02, phim truyền hình Nippon TV): đóng vai học sinh
- Rokubanme no Sayoko (phim truyền hình Series Love Poem) (Tháng 4, phim của NHK): vai Toko Hirabayashi
- Food Fight (tháng 7, Nippon TV sản xuất): vai Kasumi Asakura
- Midnight Run (Love/Chat.13) (7 tháng 8, Đài Fuji): vai Eri
- HeartBeat (Tháng 10, TV Tokyo): vai Tachibana Nagisa

2001
- The Boss Steps Back (Tháng 4, phim truyền hình Nippon): vai Taki Kamimuro
- Champion Big Eater Hong Kong Death Battle Chapter (1 tháng 4, Nippon TV): vai Kasumi Asakura
- Champion Big Eater Late Night Express Death Battle Chapter (29 tháng 9, Nippon TV): vai Kasumi Asakura

2002
- Tập đặc biệt The Boss Steps Back (12/1, Nippon TV Series): vai Kamimuro Tae

2003
- Hanako of the Locker (Tập 9, 10, 12, 16, 20) (20, 21, 23, 30/10, 6/11,NHK): vai thư ký mới

2004
- Royal Kingfisher (Chương 2, Chương 15) (16 tháng 7, NHK)

2006
- White Night Walk (Tập 8 và 11) (2 và 23/3, series TBS): vai cấp dưới của Kirihara Ryoji (CV)
- Bí mật của vợ, sự không chung thủy của chồng, sự giả vờ của mẹ chồng(14 tháng 3, Nippon TV Series DRAMA COMPLEX ): vai Yuri Sonoda

2007
- Juken Sentai Gekiranger(18 tháng 2 năm 2007 - 10 tháng 2 năm 2008, TV Asahi): vai Mele

2010
- 853~Thám tử Kamo Shinnosuke (Tập 1 và 2) (14 và 21 tháng 1, TV Asahi): vai Sachiko
- Magerarenai Onna（Tập 7）(24 tháng 2, Nippon TV): vai Cố vấn (người mẹ bị bỏ rơi)
- Hồ sơ vụ án Otoshi Kinshichi của Sở Cảnh sát Thủ đô (29 tháng 5, TV Asahi): vai con gái của Koyama Kanao
- Kamen Rider W (Tập 45 và 46) (1 và 8 tháng 8, TV Asahi): vai Todoroki Kyoko

2012年
- Umechan Sensei（Tập 31, 32 và 38） (7, 8, 15 tháng 5, NHK): vai nữ thư ký

2013年
- Hikounin Sentai Akibaranger season 2 (tập 10 và 11) (Ngày 7 và 14 tháng 6, BS Asahi): vai Y tá Hirata

### Anime
2011
- Sengoku Otome Paradise vai Date Masamune (lồng tiếng)

## Phim điện ảnh
2007
- Juken Sentai Gekiranger: Nei-Nei! Hou-Hou! Hồng Kông Đại quyết chiến vai Mele (2007)
- Juken Sentai Gekiranger vs. Boukenger vai Mele (2007)

2008
- Engine Sentai Go-onger vs. Gekiranger vai Mele (2008)

2010
- CONTACT CAFE C